# Altan Urag
Altan Urag (mongol cyrillique : Алтан Ураг, signifiant littéralement : sang royal ou tribu dorée, que l'on peut traduire par horde d'or, et en référence à l'un des noms donnés au clan des Bordjiguines des Gengiskhanides) est un groupe de musique mongole de Mongolie, alliant musique traditionnelle (Khoomei, morin khuur…) et musique contemporaine.
Le groupe a notamment joué la bande originale des longs métrages « Khadak » (2006) et « Mongol » (2007) , ainsi que de la série « Marco Polo » (2014).

## Discographie
Les disques ont en général un nom en mongol et une traduction en anglais.
| année | Mongol cyrillique       | translittération         | anglais                      | traduction en français        |
| ----- | ----------------------- | ------------------------ | ---------------------------- | ----------------------------- |
| 2004  | Унага төрөв             | Unaga töröv              | Foal's Been Born             | Un poulain est né             |
| 2006  | Алтан Урагт үйлдвэрлэв  | Altan Uragt uildverlev   | Made in Altan Urag           | fabriqué à Altan Urag         |
| 2008  | Ховс                    | Khovs                    | Hypnotism                    | hypnotisme                    |
| 2009  | Цус                     | Tsus                     | Blood                        | sang                          |
| 2010  | Үндэстэн                | Undesten                 | Nation                       | Nation                        |
| 2010  | Эрт урьдын цагт Монголд | Ert uridyn tsagt Mongold | Once Upon a Time in Mongolia | Il était une fois en Mongolie |
| 2010  | Монгол                  | Mongol                   | Mongol                       | Mongol                        |

## Musiciens
- B. Erdenebat (Б. Эрдэнэбат) (yoochin (Cymbalum mongol), tête du groupe)
- M Chimedtogtokh (М. Чимэдтогтох) (instruments à vent, khöömii
- Ts. Gangaa (Ц. Гангаа) (Ikh khuur, guitare basse)
- P. Oyuunbileg (П. Оюунбилэг) (Morin khuur, khöömii)
- B. Bolortungalag (Б. Болортунгалаг) (batterie, percussions)
- B. Burentögs (Б. Бүрэнтөгс) (Tsakhilgaan morin khuur)
- Kh. Erdenetsetseg (Х. Эрдэнэцэцэг) (chants : urtyn duu, aldyn duu, bogino duu)